# Пол Фаско
Пол Фа́ско (англ. Paul Fusco; нар. 29 січня 1953, Нью-Гейвен, Коннектикут, США) — американський актор озвучування, що найбільш відомий як творець і голос прибульця Альфа з однойменного ситкому. Також Пол Фаско є творцем ляльки Альфа і віцепрезидентом компанії Alien Productions.

## Життєпис
Інтерес до телебачення і кіно зародився в школі, коли він в кінці 1970-х працював у аудіовізуальному відділі. Початком його кар'єри була робота над місцевими дитячими телепрограмами.
На початку 1980-х він познайомився з ляльківниками Бобом Фаппіано і Лізою Беклі. Результатом роботи їхньої команди були різноманітні телепередачі для каналу HBO, Showtime та інших — в числі їхніх доробок: «Корона Боґґа» (The Crown Of Bogg) та «Валентинів день, якого майже не було» (The Valentine's Day That Almost Wasn't).
У 1985 році в голову прийшла ідея створити серіал про прибульця, який би жив у звичайній американській родині. Продюсер, з яким він познайомився — Берні Брилштейн — представив його ідею сценаристу Тому Патчету, після чого всі троє взялися за роботу. Таким чином на телеканалі NBC з 1986 по 1990 рік йшов створений ними ситком «Альф», що складався зі 102 серій.
Після цього координував випуск «Мультику про Альфа» (ALF The Animated Series) і «Альфових казочок» (ALF Tales), що являли собою своєрідне переповідання класичних дитячих казок. Як «Мультики», так і «Казочки» розповідали про життя Ґордона Шамвея (Альфа) і його родини на Мельмаку, до того, як планета вибухнула.
Але Альфом творчість не обмежилась — в 1990 році він був продюсером шоу «Spacecats», що не було пов'язане з Альфом, і було поєднанням лялькового мистецтва з анімацією.
У 1995—1996 роках продюсував фільм телекомпанії ABC «Проект: Альф» (Project: ALF), а в 2003—2004 на екрани вийшло «Ток-шоу Альфа» (ALF's Hit Talk Show).